# 플랑크 전압
플랑크 전압은 VP로 나타내는 전압의 플랑크 단위이며 유도 단위 중 하나이다.
{\displaystyle V_{P}={\frac {E_{P}}{q_{P}}}={\sqrt {\frac {c^{4}}{G4\pi \epsilon _{0}}}}\approx } 1.04295 × 1027 V
위 식에서,
{\displaystyle E_{P}}는 플랑크 에너지이다.
{\displaystyle q_{P}}는 플랑크 전하이다.
{\displaystyle c}는 진공에서의 빛의 속도이다.
{\displaystyle G}는 중력 상수이다.

## 같이 보기
- 플랑크 상수